# Tomomi Okazaki
Tomomi Okazaki –en japonés, 岡崎朋美, Okazaki Tomomi– (Kiyosato, 7 de septiembre de 1971) es una deportista japonesa que compitió en patinaje de velocidad sobre hielo. 
Participó en cinco Juegos Olímpicos de Invierno, entre los años 1994 y 2010, obteniendo una medalla de bronce en Nagano 1998, en la prueba de 500 m.
Ganó tres medallas de bronce en el Campeonato Mundial de Patinaje de Velocidad sobre Hielo en Distancia Individual entre los años 1996 y 1999.

## Palmarés internacional
| Juegos Olímpicos                           | Juegos Olímpicos          | Juegos Olímpicos  | Juegos Olímpicos |
| Año                                        | Lugar                     | Medalla           | Prueba           |
| ------------------------------------------ | ------------------------- | ----------------- | ---------------- |
| 1998                                       | Nagano (Japón)            | Medalla de bronce | 500 m            |
| Campeonato Mundial en Distancia Individual |                           |                   |                  |
| Año                                        | Lugar                     | Medalla           | Prueba           |
| 1996                                       | Hamar (Noruega)           | Medalla de bronce | 500 m            |
| 1998                                       | Calgary (Canadá)          | Medalla de bronce | 500 m            |
| 1999                                       | Heerenveen (Países Bajos) | Medalla de bronce | 500 m            |